# Акаста (океаніда)
Ака́ста (дав.-гр. Ακαστη — «нестабільна» або «аритмічна», жіноча форма імені Акаст) — у давньогрецькій міфології одна з трьох тисяч океанід, дочок морських божеств Океану й Тетії, морська німфа. Згадується у Гесіода і в Гомерівських гімнах.
Акаста фігурує лише в одному відомому міфі. Разом зі своїми сестрами вона була компаньйонкою богині Персефони, коли ту ще дівчиною викрав бог царства мертвих Аїд.